# Hayes F.C.
Hayes Football Club var en engelsk fodboldklub i Hayes, Greater London. Klubben startede ud som Botwell Mission i 1909, og tog navnet Hayes F. C. i 1929. Holdet kaldenavn, The Missioners, var en hilsen til historien om holdet. Klubben spillede i Conferencen South i deres sidste par sæsoner. Deres hjemmebanevar Church Road, hvor der kan sidder 500, med en samlet kapacitet på 6.500 mand (selv om den rekorden på stadion blev 15.370 – i en Amatør Cup-kamp mod Bromley i 1951). Holdet blev kendt for deres rød og hvid stribet t-shirt. Klubbens sidste manager var Kevin Hill, der fik jobbet på fuld tid efter med held at styre holdet fri af nedrykning efter afgang af Willy Wordsworth mod slutningen af 2006-07 sæsonen. Wordsworth havde været i stand til at efterligne den succes, som hans forgænger, den velanskrevne Terry Brown, som forlod klubben for at blive manager i Aldershot Town i 2002.

## Historie
Hayes blev dannet i 1909 af Eileen Shackle, der ønskede at oprette en klub for at opfordre drenge til at deltage i sport samt fremme deres religiøse overbevisning.[kilde mangler] Klubbens oprindelige navn, Botwell Mission, stammer fra det faktum, at de skiftede tøj i den lille missionskirke og gemte deres spillertøj der.[kilde mangler]
Klubben blev nummer to i FA Amateur Cup efter finalenederlag til Wycombe Wanderers i 1931. Cirka 32.000  tilskuere så Hayes bukke under for et sent mål på Highbury.
Efter at have vundet Isthmian League i 1996, havde Hayes en seks-årig tørn i Conference National frem til 2002.[kilde mangler] Klubben nåede sit bedste ligaresultat i 1999, da den sluttede sæsonen blot syv point fra oprykning til Football League, via et mesterskab i Conference.[kilde mangler]
Hayes nåede FA Cuppens anden runde fire gange; i FA Trophy nåede de til kvartfinalen to gange.[kilde mangler]
Klubben havde nogle respektable pokaltriumfer, blandt de mest bemærkelsesværdige af dem kan nævnes sejre over Fulham, Bristol Rovers og Cardiff City.[kilde mangler] I 1999 gik de glip af et lukrativt tredje-runde opgør mod Chelsea efter et nederlag i forlænget spilletid til Hull City.[kilde mangler] En FA Cup-kamp mod Reading i 1972 gjorde Missioners-spilleren Robin Friday kendt i den bredere offentlighed, og han blev hentet til Reading hurtigt efter.[kilde mangler] Friday blev kåret til Readings og Cardiff Citys 'Cult Hero' i BBC's Football Fokus.[kilde mangler]

## Titler
- Middlesex Senior Cup

Vindere (9): 1919-20, 1920-21, 1925-26, 1930-31, 1935-36, 1949-50, 1981-82, 1995-96, 1999-2000
Nummer to (10): 1922-23, 1936-37, 1939-40, 1948-49, 1950-51, 1967-68, 1980-81, 1986-87, 2005-06, 2006-07
- Middlesex Senior Charity Cup

Vindere (15): 1920-21, 1922-23, 1923-24, 1925-26, 1928-29, 1932-33, 1933-34, 1948-49, 1954-55, 1962-63, 1970-71, 1971-72, 1972-73, 1974-75, 1990-91
Nummer to (7): 1921-22, 1938-39, 1947-48, 1958-59, 1963-64, 1964-65, 1979-80
- Great Western Suburban League

Vindere (4): 1920-21,1921-22,1922-23,1923-24
Nummer to (1): 1919-20
- Spartan League Division 1

Vindere (1): 1927-28
Nummer to (1): 1925-26
- Athenian League

Vindere (1): 1956-57
Nummer to (2): 1931-32, 1949-50
- Isthmian League Premier Division

Vindere (1): 1995-96

## Rekorder
- FA Cup bedste præstation: anden runde omkamp: 1972-73, 1999-2000[kilde mangler]
- FA Trophy bedste resultater: kvartfinalerne – 1978-79, 1997-98[kilde mangler]
- FA Amatør Cup bedste præstation: 2. plads – 1930-31[kilde mangler]